# Hydropsyche slossonae
Hydropsyche slossonae là một loài Trichoptera trong họ Hydropsychidae. Chúng phân bố ở miền Tân bắc.